# Abraham Ortelius
Abraham Ortelius (Amberes, 14 de abril de 1527 - Amberes,  28 de junio de 1598), también escrito como Oertel, Orthellius o Wortels, fue un geógrafo y cartógrafo flamenco, conocido como el Ptolomeo del siglo XVI.  

## Biografía
La familia Ortelius era originaria de Augsburgo, teniendo que asentarse en las Diecisiete Provincias al haber sido acusados de protestantes. Tras estudiar griego, latín y matemáticas, Orthelius se estableció en su ciudad natal como librero y cartógrafo.
En 1575, fue nombrado geógrafo de Felipe II, siguiendo la recomendación de Benito Arias Montano, un cargo que le permitió acceso a los conocimientos acumulados por los exploradores españoles y portugueses.
Junto con Mercator, es el padre de la cartografía flamenca. Su obra más conocida es el Theatrum Orbis Terrarum, de 1570, considerado el primer atlas moderno. Su primera versión contenía 70 mapas: 56 de zonas de Europa, 10 de Asia y África, y uno de cada continente.

## Obra

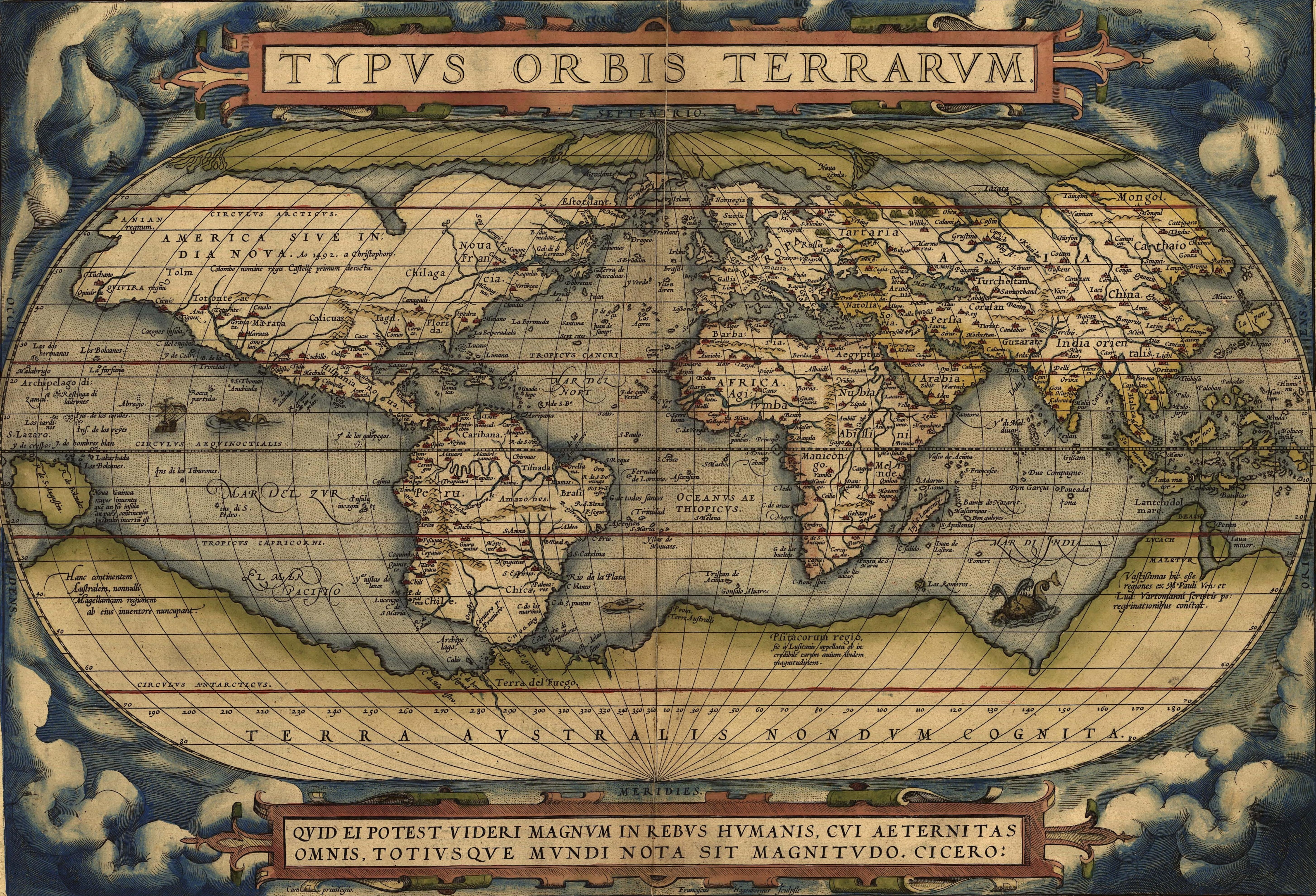
Theatrum Orbis Terrarum planisferio de 1570.

Ortelius realizó una selección de los mejores mapas disponibles en la época, que redibujó con un formato uniforme para la edición de su obra, y estableció un orden lógico de los mapas: mapamundi, Europa, Asia, África y Nuevo Mundo. También incluyó una lista con los nombres de los autores de los mapas originales. Este atlas tuvo un gran éxito, sobre todo por su tamaño y formato. Fue editado en diversos idiomas y no cesó de actualizarse y mejorarse hasta 1612. Es considerado el primer atlas moderno, y en la actualidad aún se siguen utilizando la clasificación y estructura de este.
El Theatrum Orbis Terrarum inspiró la obra en seis volúmenes titulada Civitates orbis terrarum, editada por Georg Braun e ilustrada por Frans Hogenberg con asistencia del propio Ortelius.
- Theatrum Orbis Terrarum (1570), Gillis Coppens van Dienst, Amberes
- Parergon et Nomenclator Ptolemaicus (1579), impr. Christophe Plantin, Amberes
- Itinerarium per nonnullas Galliæ Belgicæ partes (1584), impr. Christophe Plantin, Amberes
- Synonymia Geographica (1596)